# Ashatu Kijaji

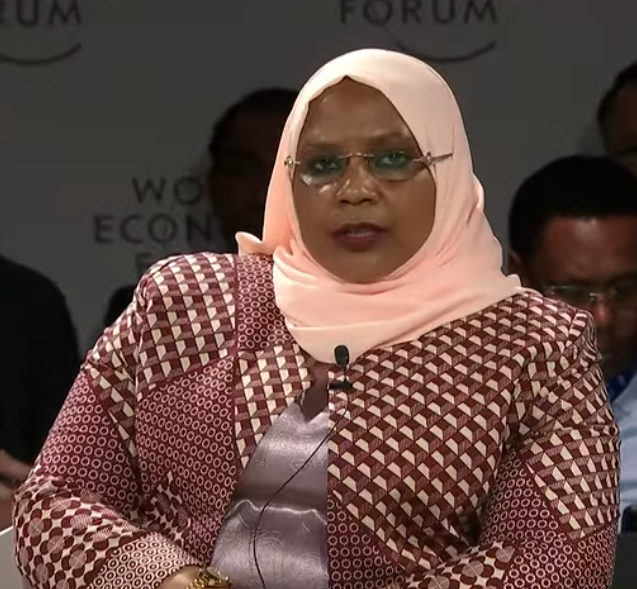
Ashatu Kijaji, 2024

Ashatu Kijaji (* 26. April 1976) ist eine tansanische Politikerin. Sie ist Mitglied der Partei Chama Cha Mapinduzi (CCM), Parlamentsmitglied und seit 2022 Ministerin für Investitionen, Handel und Industrie.

## Leben

### Ausbildung
Ashatu Kijaji besuchte die Grundschule in Kalamba, einem Dorf im Distrikt Kondoa, etwa zehn Kilometer nordöstlich von Kondoa. Danach war sie zuerst auf der weiterführenden Schule in Kilakala, einem Vorort von Morogoro, dann am Shinyanga Teachers College (früher Shycom High School). Von 1998 bis 2001 studierte sie an der Universität Mzumbe und erwarb den Titel Bachelor. An der Universität Agder in Norwegen machte sie von 2006 bis 2008 das Master-Studium „Internationales Management“ mit Schwerpunkt Wirtschaftswissenschaften und promovierte 2013 zum Doktor der Philosophie.

### Beruf
Von 2001 bis 2002 arbeitete sie als Planungsbeauftragte im Bezirksrat von Kisarawe. Ab 2002 lehrte sie an der Universität Mzumbe und stieg dabei zur Institutsvorsitzenden auf.

## Politik
Im Jahr 2004 wurde sie Mitglied der Partei Chama cha Mapinduzi. Seit 2015 ist sie Parlamentsmitglied für den Wahlkreis Kondoa und im gleichen Jahr wurde sie Vize-Ministerin im Finanzministerium. Bei der Regierungsumbildung beim Amtsantritt von Samia Suluhu Hassan im Jahr 2021 wurde sie Ministerin für Informations- und Kommunikationstechnologie und 2022 schließlich Ministerin für Investitionen, Handel und Industrie.